# The Fan (film, 1996)
För andra betydelser, se The Fan
The Fan är en amerikansk film från 1996 i regi av Tony Scott. The Fan är baserad på en roman med samma namn, skriven av Peter Abrahams.

## Handling
Bobby Rayburn (Wesley Snipes) är en berömd basebollspelare. Hans allra största fan heter Gil Renard (Robert De Niro). Gil lever för sin idol, så när det en dag börjar gå dåligt för Bobby så vill Gil personligen hjälpa till. Gil vill göra Bobby mer motiverad att spela.

## Rollista (i urval)
- Robert De Niro - Gil Renard
- Wesley Snipes - Bobby Rayburn
- Ellen Barkin - Jewel Stern
- John Leguizamo - Manny
- Benicio Del Toro - Juan Primo
- Patti D'Arbanville - Ellen Renard (as Patti D'Arbanville-Quinn)
- Chris Mulkey - Tim